# Плодородное (Крым)
Плодоро́дное (до 1948 года Коктеи́н-Берли́н, ранее Коктеи́н); укр. Плодородне, крымскотат. Kök Teyin, Кок Тейин) — село в Красногвардейском районе Республики Крым, входит в состав Восходненского сельского поселения (согласно административно-территориальному делению Украины — Восходненского сельского совета Автономной Республики Крым).

## Население
| 2001 | 2014 |
| ---- | ---- |
| 445  | ↘300 |

Всеукраинская перепись 2001 года показала следующее распределение по носителям языка
| Язык             | Процент |
| ---------------- | ------- |
| русский          | 53.26   |
| украинский       | 11.46   |
| крымскотатарский | 3.82    |
| белорусский      | 1.8     |
| армянский        | 1.35    |
| другие           | 28.31   |

### Динамика численности
| - 1805 год — 275 чел. - 1864 год — 166 чел. - 1892 год — 215 чел. - 1900 год — 100 чел. - 1905 год — 108 чел. - 1911 год — 89 чел. - 1915 год — 94/60 чел. | - 1918 год — 197 чел. - 1926 год — 234 чел. - 1936 год — 244 чел. - 1989 год — 291 чел. - 2001 год — 445 чел. - 2009 год — 415 чел. - 2014 год — 300 чел. |

## Современное состояние
На 2017 год в Плодородном числится 4 улицы; на 2009 год, по данным сельсовета, село занимало площадь 133,3 гектара на которой, в 120 дворах, проживало 415 человек. В селе действует фельдшерско-акушерский пункт. Село связано автобусным сообщением с райцентром и соседними населёнными пунктами.

## География
Плодородное — село в степном Крыму на севере района, у границы с Джанкойским районом, высота центра села над уровнем моря — 28 м. Соседние сёла: Знаменка в 2,5 км на запад, Восход в 1,8 км на юг и Чапаево в 2,5 км на восток. Расстояние до райцентра — около 16 километров (по шоссе), там же ближайшая железнодорожная станция Урожайная. Транспортное сообщение осуществляется по региональной автодороге 35Н-217 Восход — Плодородное, протяжённостью 3,0 км (по украинской классификации — С-0-10605).

## История
Первое документальное упоминание села встречается в выписе из кадиарскаго сакка (книги) 1017—1022 хиджры за 1608 год, как Коктюин. По Камеральному Описании Крыма… 1784 года в последний период Крымского ханства Коктеин входил в Орта Чонгарский кадылык Карасубазарского каймаканства. После присоединения Крыма к России (8) 19 апреля 1783 года, (8) 19 февраля 1784 года, именным указом Екатерины II сенату, на территории бывшего Крымского Ханства была образована Таврическая область и деревня была приписана к Перекопскому уезду. После Павловских реформ, с 1796 по 1802 год, входила в Перекопский уезд Новороссийской губернии. По новому административному делению, после создания 8 (20) октября 1802 года Таврической губернии, Коктеин был включён в состав Кокчора-Киятской волости Перекопского уезда.
В Ведомости о всех селениях в Перекопском уезде состоящих с показанием в которой волости сколько числом дворов и душ… от 21 октября 1805 года записана деревня Коктеин с 44 дворами, 235 крымских татар и 40 цыган. На военно-топографической карте генерал-майора Мухина 1817 года обозначена деревня Кохтиин с 43 дворами. После реформы волостного деления 1829 года Коктаин, согласно «Ведомости о казённых волостях Таврической губернии 1829 года», остался в составе Кокчоракиятской волости. На карте 1836 года в деревне 37 дворов, как и на карте 1842 года.
В 1860-х годах, после земской реформы Александра II, деревню включили в состав Владиславской волости. В «Списке населённых мест Таврической губернии по сведениям 1864 года», составленном по результатам VIII ревизии 1864 года, Коктеин — владельческая деревня с 5 дворами, 20 жителями и мечетью при колодцах. По обследованиям профессора А. Н. Козловского начала 1860-х годов, в селении вода в колодцах глубиной от 1,5—3 до 5 саженей (от 2 до 10 м) была частью солоноватая, а частью солёная. Согласно «Памятной книжке Таврической губернии за 1867 год», деревня уже стояла покинутая вследствие эмиграции крымских татар, особенно массовой после Крымской войны 1853—1856 годов, в Турцию и остаётся в развалинах. Это дало возможность в 1888 году немцам лютеранам основать на 2400 десятинаах земли новое поселение Берлин относившееся к Эйгенфельдской волости (в «Памятной книге… 1889 года» он ещё не записан).
После земской реформы 1890 года деревни отнесли к Тотанайской волости. Согласно «…Памятной книжке Таврической губернии на 1892 год», в Коктеине, входившем в Кульобинское сельское общество, было 94 жителя в 13 домохозяйствах. По «…Памятной книжке Таврической губернии на 1900 год» в Коктеине числилось 100 жителей в 16 дворах.
Где-то после 1900 года произошло объединение селений, так как по Статистическому справочнику Таврической губернии. Ч.II-я. Статистический очерк, выпуск пятый Перекопский уезд, 1915 год, в деревне Коктеин (Берлин) Тотанайской волости Перекопского уезда числилось 20 дворов (18 дворов с землёй, 2 — безземельные) с немецким населением в количестве 94 человек приписных жителей и 60 «посторонних», из которых 86 мужчин и 68 женщин. Жители владели 2818 десятинами удобной земли. В хозяйствах имелось 203 лошади, 68 волов, 109 коров и 96 голов мелкого скота (согласно энциклопедическому словарю «Немцы России» деревень было две: Коктейн с населением 48 человек и Берлин со 154 жителями).
После установления в Крыму Советской власти и учреждения 18 октября 1921 года Крымской АССР, в составе Джанкойского уезда был образован Курманский район, в состав которого включили село. В 1922 году уезды получили название округов. 11 октября 1923 года, согласно постановлению ВЦИК, в административное деление Крымской АССР были внесены изменения, в результате которых был ликвидирован Курманский район и село включили в состав Джанкойского. Согласно Списку населённых пунктов Крымской АССР по Всесоюзной переписи 17 декабря 1926 года, в селе Коктеин-Берлин, Ново-Покровского сельсовета Джанкойского района, числилось 45 дворов, из них 43 крестьянских, население составляло 234 человека, из них 205 немцев, 12 евреев, 12 украинцев, 2 белоруса, 2 русских, 1 записан в графе «прочие», действовала немецкая школа.
Постановлением Президиума КрымЦИКа «Об образовании новой административной территориальной сети Крымской АССР» от 26 января 1935 года был создан немецкий национальный (лишённый статуса национального постановлением Оргбюро ЦК КПСС от 20 февраля 1939 года) Тельманский район (с 14 декабря 1944 года — Красногвардейский) и село, с населением 244 человека, включили в его состав. Вскоре после начала Великой Отечественной войны, 18 августа 1941 года крымские немцы были выселены, сначала в Ставропольский край, а затем в Сибирь и северный Казахстан.
После освобождения Крыма от фашистов, 12 августа 1944 года было принято постановление № ГОКО-6372с «О переселении колхозников в районы Крыма» по которому в район из областей Украины и России переселялись семьи колхозников, а в начале 1950-х годов последовала вторая волна переселенцев из различных областей Украины. С 25 июня 1946 года Коктеин-Берлин в составе Крымской области РСФСР. Указом Президиума Верховного Совета РСФСР от 18 мая 1948 года, Кохтейн (иначе, Коктеин-Берлин) переименовали в деревню Плодородная. 26 апреля 1954 года Крымская область была передана из состава РСФСР в состав УССР. Время создания Плодородненского сельсовета пока не установлено: на 15 июня 1960 года он уже существовал. В 1966 году создан Восходненский сельсовет, в который включили село. По данным переписи 1989 года в селе проживал 291 человек. С 12 февраля 1991 года село в восстановленной Крымской АССР, 26 февраля 1992 года переименованной в Автономную Республику Крым. С 21 марта 2014 года в составе Крыма аннексировано Россией.